# Skoutz-Award
Der Skoutz-Award ist ein Literaturpreis, der seit 2016 von einer Jury und den Lesern des Literaturnetzwerks Skoutz in verschiedenen Kategorien vergeben wird.
Die Abstimmung verläuft in vier Schritten: In der Vorschlagsrunde zu Jahresbeginn kann die Skoutz-Community, also die Leser, im Vorjahr in deutscher Sprache erst- oder neuveröffentlichte Titel für die Longlists der zwölf Kategorien vorschlagen. Aus dieser Auswahl erstellen die jeweils zuständigen Juroren die Midlists mit etwa zehn Titeln, die auf der Leipziger Buchmesse vorgestellt werden. Aus den Midlists wählen die gesamte Skoutz-Jury und die Leser jeweils ihre Favoriten zu den aus drei Titeln bestehenden Shortlists, wobei die Stimmen der beiden Gruppen je hälftig gewertet werden. In der letzten Runde im September stimmen die Leser alleine ab, wer in den unterschiedlichen Genres den Skoutz-Award erhält. Die Ergebnisse werden auf der Frankfurter Buchmesse bekanntgegeben.

## Liste der Preisträger

### 2023
(Quelle: )
- Anthologie: Einmal kurz die Welt retten Hrsg. von Jennifer B. Wind, Gmeiner-Verlag
- Buchblog: Danis kleine Bücherwelt
- Buchcover: Sarah Scheuner für Kein Ort dieser Welt von Marie Döling, Selbstverlag
- Contemporary: Hirnweh von Lea Hermann, Morisken Verlag
- Crime: Fake: Wer soll dir jetzt noch glauben von Arno Strobel, Piper Verlag
- Erotik: Nomad’s Wrath von Catalina Cudd, Selbstverlag
- Fantasy (zwei Sieger durch Stimmgleichheit): Lockruf der Zeit von Celeste Ealain, Selbstverlag, und Dornröschen spinnt von Odine Raven, Selbstverlag
- History: Verbotene Versprechen: Ich darf nicht lieben von Valeska Réon und Charlotte Schwarz, Pinguletta Verlag
- Horror: Luzies Tier von Daniel Kasper, Selbstverlag
- Kinder- und Jugendbuch: Willkommen kleiner Fuchs von Ulrike Motschiunigg und Florence Dailleux, G&G Verlag
- Romance: Als das Leben mich aufgab von Ney Sceatcher, Bookapi Verlag
- Science Fiction: Shinigami von M.H. Steinmetz, Hammer Boox

### 2022
(Quelle: )
- Anthologie: Wundersame Haustiere und wie man sie überlebt von Stefan Cernohuby und Henry Bienek, Lindwurm Verlag
- Buchblog: Susis Leseecke
- Buchcover: Christin Giessel für Der Nebelmann von Sandra Binder, Selbstverlag
- Contemporary: Franz: Schwul unterm Hakenkreuz von Jürgen Pettinger, Kremayr & Scheriau
- Crime: Ork City von Michael Peinkofer, Piper
- Erotik: Das Feuer deiner Seele unendlich berührt von D.C. Odesza, Selbstverlag
- Fantasy: Die magische Bibliothek von Michael Siefener, Atlantis-Verlag
- History: Eisflut 1784 von Marco Hasenkopf, Emons
- Horror: Das tiefste Schwarz von Simone Trojahn, Redrum
- Humor: Von Sensenmännern und selten dämlichen Todesfällen von Daniel Troha, Selbstverlag
- Kinder- und Jugendbuch (zwei Sieger durch Stimmgleichheit): Tripod – Das schwarze Kätzchen von Hanna Nolden, Machandel Verlag und Unvergleichlich Du! Wie du deine beste Freundin bleibst von Jana Crämer, Oetinger Taschenbuch GmbH
- Romance: Kornfeldküsse von Karin Koenicke, Selbstverlag
- Science Fiction: Memories of Summer: Wer bist du ohne Vergangenheit von Janna Ruth, Oettinger

### 2021
(Quelle: )
- Anthologie: Kürbisgemetzel von Roxane Bicker und Sarah Malhus, Selbstverlag
- Buchblog: Helgas Bücherparadies
- Buchcover: Andrea Baitz für Yuna und der Hüter der Wolken von Erik Kellen, Selbstverlag
- Contemporary: I’m a Nurse von Franziska Böhler, Heyne
- Crime: Sie wäre jetzt 17 von Nika Lubitsch, Selbstverlag
- Erotik: Rescue Me von Tommy Herzsprung, Emo Media GmbH
- Fantasy: Nordblut von Mira Valentin, Selbstverlag
- History: Wir sind für die Ewigkeit – Hoffnung von Astrid Töpfner, Selbstverlag
- Horror: Die Stimme von S.K. Tremayne, Knaur
- Humor: Hex Files – Hexen gibt es doch von Helen Harper, Lyx digital
- Romance: Love Lyrics – Du bist mein Song von Aaliyah Abendroth, Selbstverlag
- Science Fiction: Emotiondancer von E.F. von Hainwald, Gedankenreich Verlag

### 2020
(Quelle: )
- Anthologie (zwei Sieger durch Stimmgleichheit): Die A-Files – Die Amazonenakten archiviert und herausgegeben von Sascha Eichelberg, Talawah und Erntenacht von Bruno E. Thyke, Selbstverlag / epubli
- Buchblog: Booknerds by Kerstin
- Buchcover: Max Meitzold für Die Gabe des Winters von Mara Erlbach, Blanvalet
- Contemporary (zwei Sieger durch Stimmgleichheit): Entgleist von Katharina Glück, abacus und War’s das schon? von Frank Jöricke, solibro
- Crime: Der Blütenjäger von Catherine Shepherd, Selbstverlag
- Erotik: Göttliche Verführung von Amanda Frost, Selbstverlag
- Fantasy: Die Drachenhexe von J.K. Bloom, Sternensand
- History: Die Gabe der Zeichnerin von Martina Kempff, Piper
- Horror: Dschinn von André Wegmann, Redrum
- Humor: Der Dieb und der Söldner von Sam Feuerbach, Selbstverlag
- Romance: Limonadentage von Annie Stone, mtb mira Taschenbuch
- Science Fiction: Die Nebel von London von Aurora Ainsworth, Selbstverlag

### 2019
(Quelle: )
- Anthologie: Das Fehlen des Flüsterns im Sturm von Miriam Schäfer, Acabus
- Buchblog: Süchtig nach Büchern von Monika Schulze
- Buchcover: A. Kopainski für Das Vermächtnis der Grimms von N.Böhm, Drachenmond
- Contemporary: Wir bleiben, wenn wir gehen von Janne Schmidt, Selbstverlag / BoD
- Crime (zwei Sieger durch Stimmgleichheit): Der Insasse von Sebastian Fitzek, Droemer und  Lodernde Wut von Elke Bergsma, Selbstverlag
- Erotik: Love Interference von Christine Troy, Selbstverlag
- Fantasy: Die Grimm-Chroniken von Maya Shepherd, Sternensand
- History: Klosterkind von Anna Castronovo, Selbstverlag
- Horror: Fuck you, Zombie von Erdal Ceylan, Selbstverlag
- Humor: Froschröschen von Halo Summer, Selbstverlag / Drachenmond
- Romance: Vier Hochzeiten und ein Ex von Poppy J. Anderson, Selbstverlag
- Science Fiction: Helium 3: Kampf um die Zukunft von Brandon Q. Morris/Cliff Allister

### 2018
(Quelle: )
- Anthologie: Staub und Regenbogensplitter von Stella Delaney, Selbstverlag
- Buchblog: Der Weltenwanderer
- Buchcover: Marie Grasshoff für Animant Crumbs Staubchronik von Lin Rina, Drachenmond
- Contemporary: Briefe an die grüne Fee von Salih Jamal, Selbstverlag
- Crime: Sündenfänger von Ilona Bulazel, Selbstverlag
- Erotik: Crazy Boys von Tommy Herzsprung, Selbstverlag
- Fantasy: Das Erbe der Macht von Andreas Suchanek, Greenlight Press
- History: Animant Crumbs Staubchronik von Lin Rina, Drachenmond
- Horror: Geist von Michael Barth, Selbstverlag
- Humor: Ein Einhorn für alle Fälle von Caroline Brinkmann, Ullstein Forever
- Romance: Du + Ich = Liebe von Heike Wanner, Edel Elements
- Science Fiction: Erwachen von Andreas Brandhorst, Piper